# 袁祖庚
袁祖庚（1519年—1590年），字绳之，號定山，直隸蘇州府長洲縣（今屬苏州市）人。明朝政治人物。嘉靖辛丑進士，累官浙江兵備副使。

## 生平
嘉靖十九年（1540年）庚子科應天府乡试第四十六名举人，嘉靖二十年（1541年）辛丑科會試第八十三名，三甲137名进士，授浙江紹興府推官，歷餘姚縣知縣、升禮部主事、員外郎、精膳司郎中，出為荊州府知府。官至浙江按察司温處道副使，三十七年（1558年）六月倭寇分掠乐清、永嘉等县，明軍兵敗，致仕乡官王德被杀，总督胡宗宪上奏此事，因请治温处参将张鉄、兵备副使袁祖庚失事之罪，祖庚降一级别用，年四十致仕歸。

## 事跡
袁祖庚兵備浙江期間，曾與戚繼光共同抗擊倭寇。
袁祖庚於强仕之年，弃官退隐，在苏州阊门西侧建造宅园，为“醉颖堂”（现苏州艺圃前身），并自提门楣“城市山林”，其间名流往来，觞咏其中，为一时之胜。

## 家族
曾祖袁綱。祖父袁瓘。父袁校。母朱氏。具庆下。兄袁炤。弟祖述。